# Mercedes-Benz W164
Mercedes-Benz W164 — друге покоління позашляховиків ML-класу, що виготовлялось компанією Mercedes-Benz з 2005 по 2011 роки.

## Історія

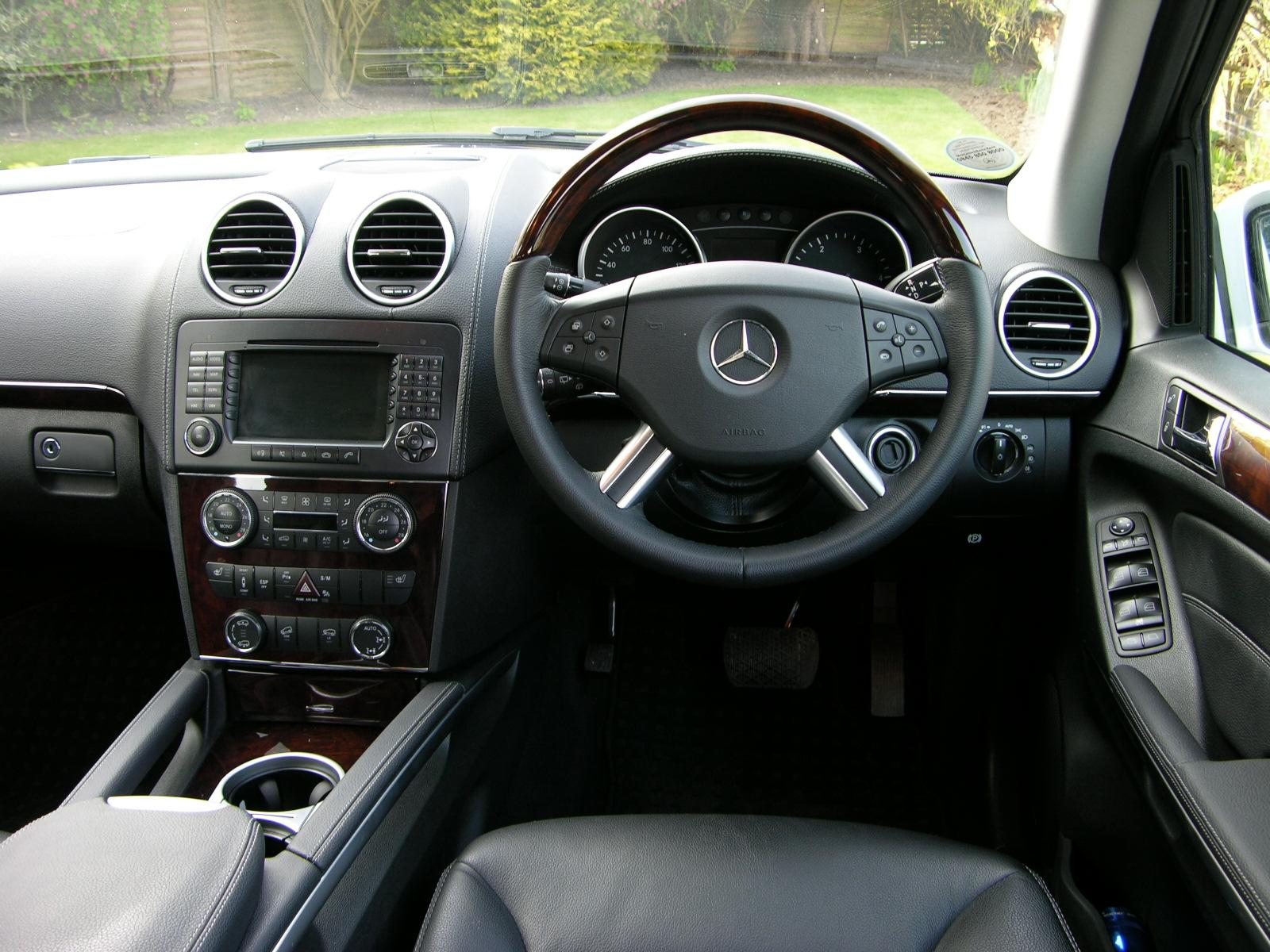
Салон Mercedes-Benz ML

Друге покоління Mercedes-Benz ML-класу (заводський індекс W164) дебютувало в січні 2005 року на NAIAS у Детройті. Серійне виробництво стартувало в березні 2005 року на заводах у Тускалузі (США). Кузов цього покоління став на 15 см довшим і на 7 см ширшим за свого попередника. Зовнішність значно змінилася. Кути згладилися. Аеродинаміка значно покращилася. Коефіцієнт аеродинамічного опору на 15 % менший, ніж раніше.
Нова модель пропонується у двох різних варіантах — базовий кросовер з пружинною підвіскою, системою постійного повного приводу і модернізованою електронною протівобуксовочною системою 4-ETS або позашляховий варіант Pro Off-Road з пневмопідвіскою Airmatic (4 фіксованих положення кузова, максимальний кліренс 291 мм), додатковою роздавальною коробкою і блокуванням (автоматично з допомогою багатодискової муфти або примусово) центрального і заднього диференціалів.
В оснащення ввійшли новітні системи активної і пасивної безпеки, включаючи Neck-Pro, шість ПБ та Pre-Safe, «позашляхові» системи DSR (спуск з пагорба), опціональний багатозонний клімат-контроль Thermotronic, багатофункціональне кермо Direct Select, нова система Comand APS (DVD, навігація, TV-тюнер), органайзер в багажному відділенні (обсяг багажника від 551 до 2050 л) і система Keyless Go.
Гамма двигунів (три з них, V6 і турбодизелі, повністю нові): бензинові ML350 (3,5 л V6 24V, 272 к.с., 350 Нм) і ML500 (5,0 л V8 24V, 306 к.с., 460 Нм); турбодизель 3,0 л V6 24V з системою CR нового покоління у варіантах ML280 CDI (190 к.с., 440 Нм) і ML320 CDI (224 к.с., 510 Нм). П'ятилітровий 306-сильний V8 здатний розігнати машину до сотні за 6,9 секунди — це майже на секунду швидше, ніж двигун попереднього ML. Новий двигун зробили могутнішим на 14 к.с., а обертовий момент — на 20 Нм, зберігши при цьому колишню витрату палива.
На всіх ML в базовій комплектації стояла семиступінчата автоматична коробка передач 7G-Tronic. Ручка коробки передач захована під кермом і має два положення — вперед і назад. Положення паркінгу немає взагалі. Воно замінюється кнопкою на цій ручці.

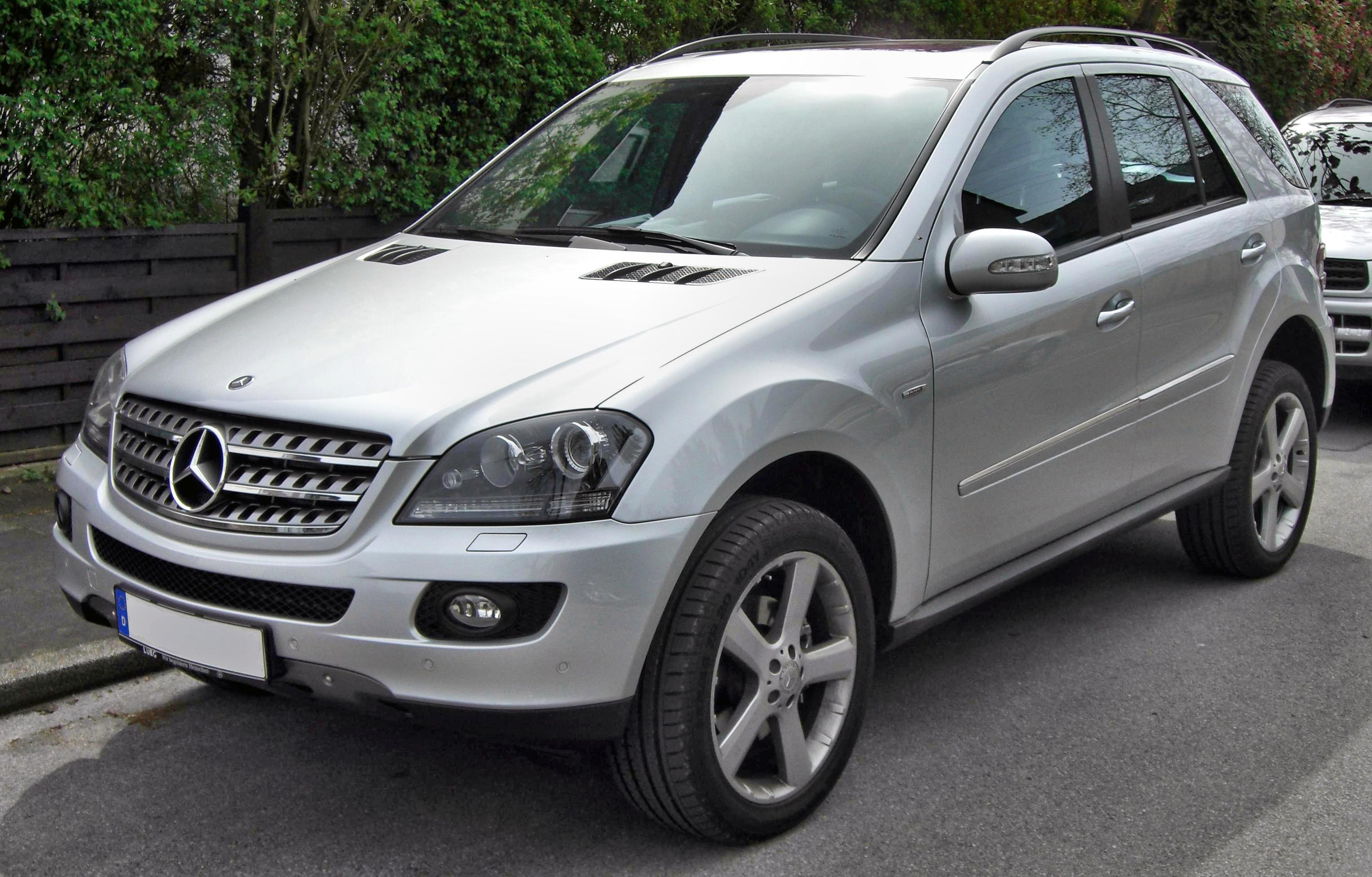
Mercedes ML 280CDI Edition 10 (2007–2008)
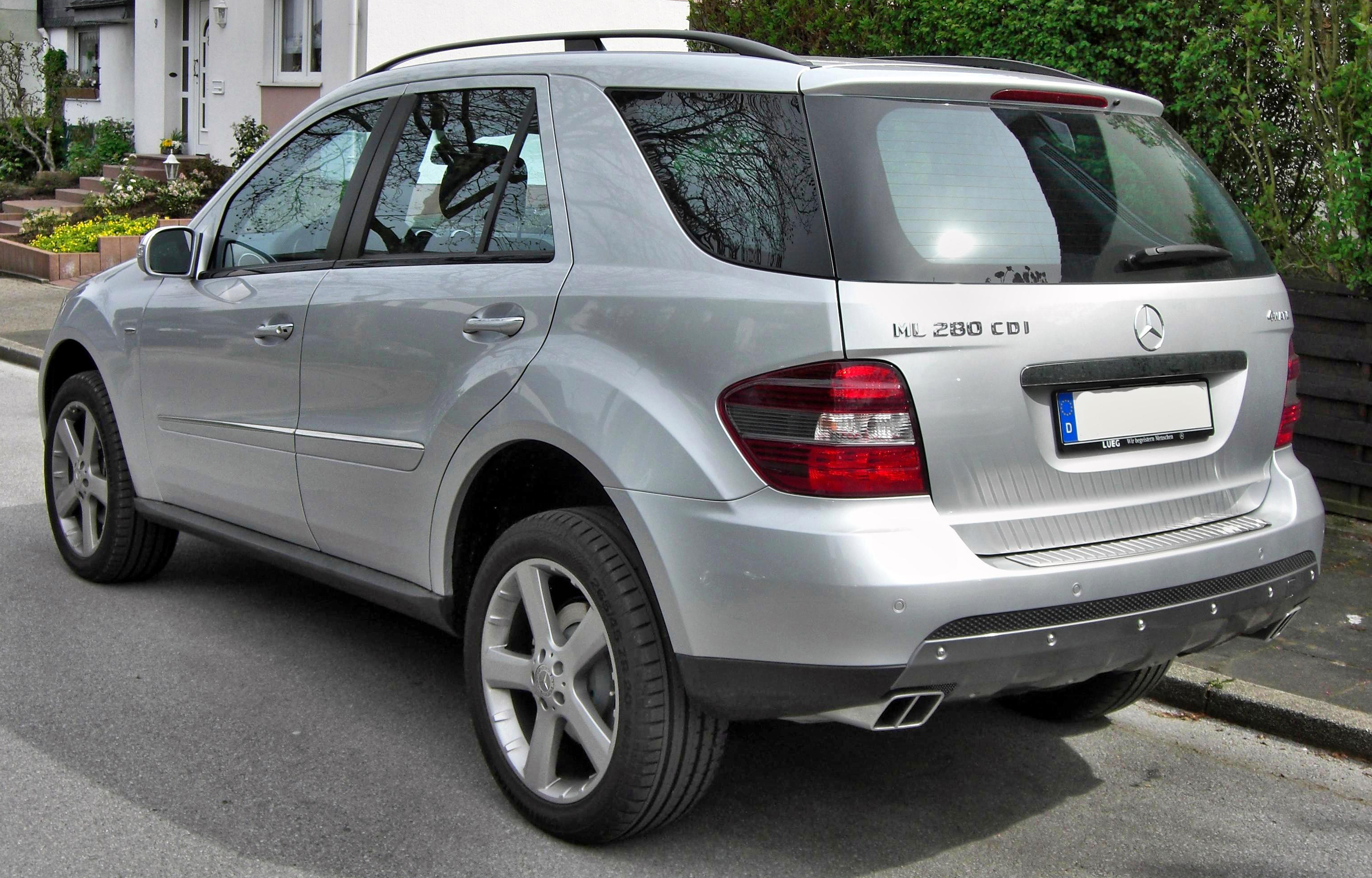
Mercedes ML 280CDI Edition 10 (2007–2008)
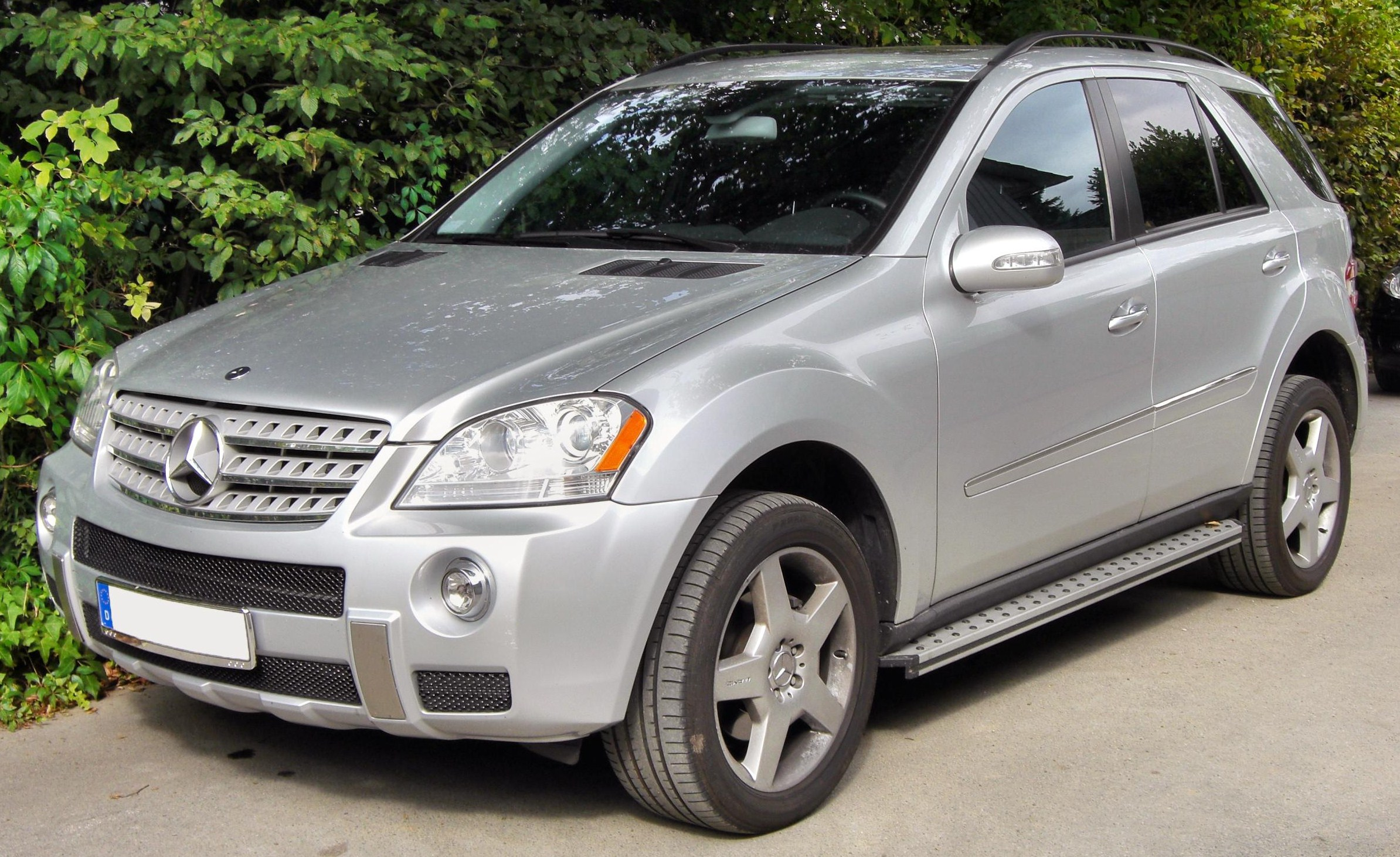
Mercedes ML 500 AMG-Sportpaket (2005–2008)
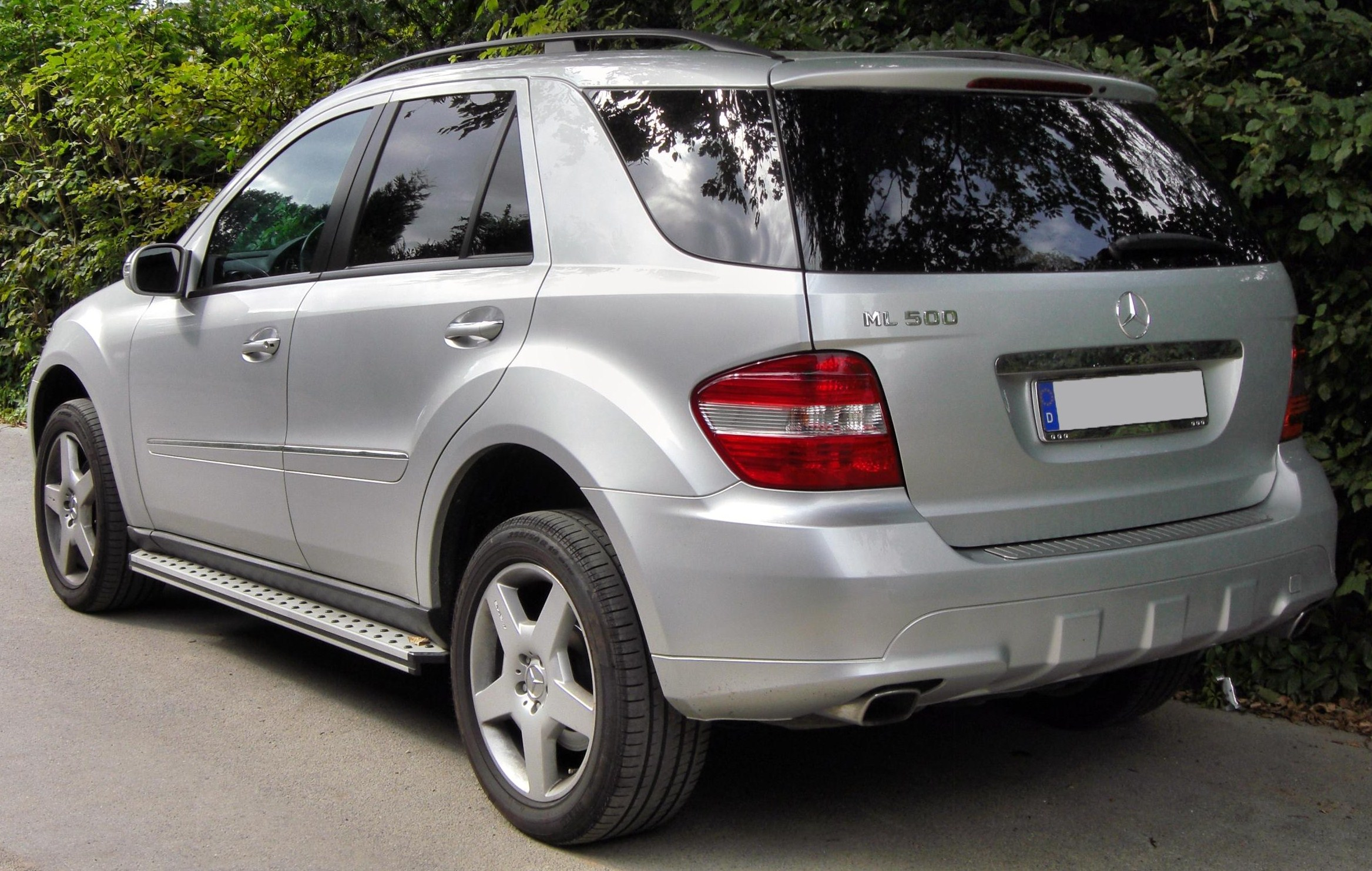
Mercedes ML 500 AMG-Sportpaket (2005–2008)

### Фейсліфтинг 2008
Наприкінці квітня 2008 року модель модернізували, в дилерів вона з'явилася з осені 2008 року. Кросовер отримав нові передні фари, бампер і решітку радіатора. Ззаду автомобіль отримав перероблений бампер з інтегрованими відбивачами і ліхтарі заднього ходу з димчастого скла. Рейлінги на даху і великі зовнішні дзеркала були встановлені як стандартне обладнання.
Всередині автомобіль також змінився.

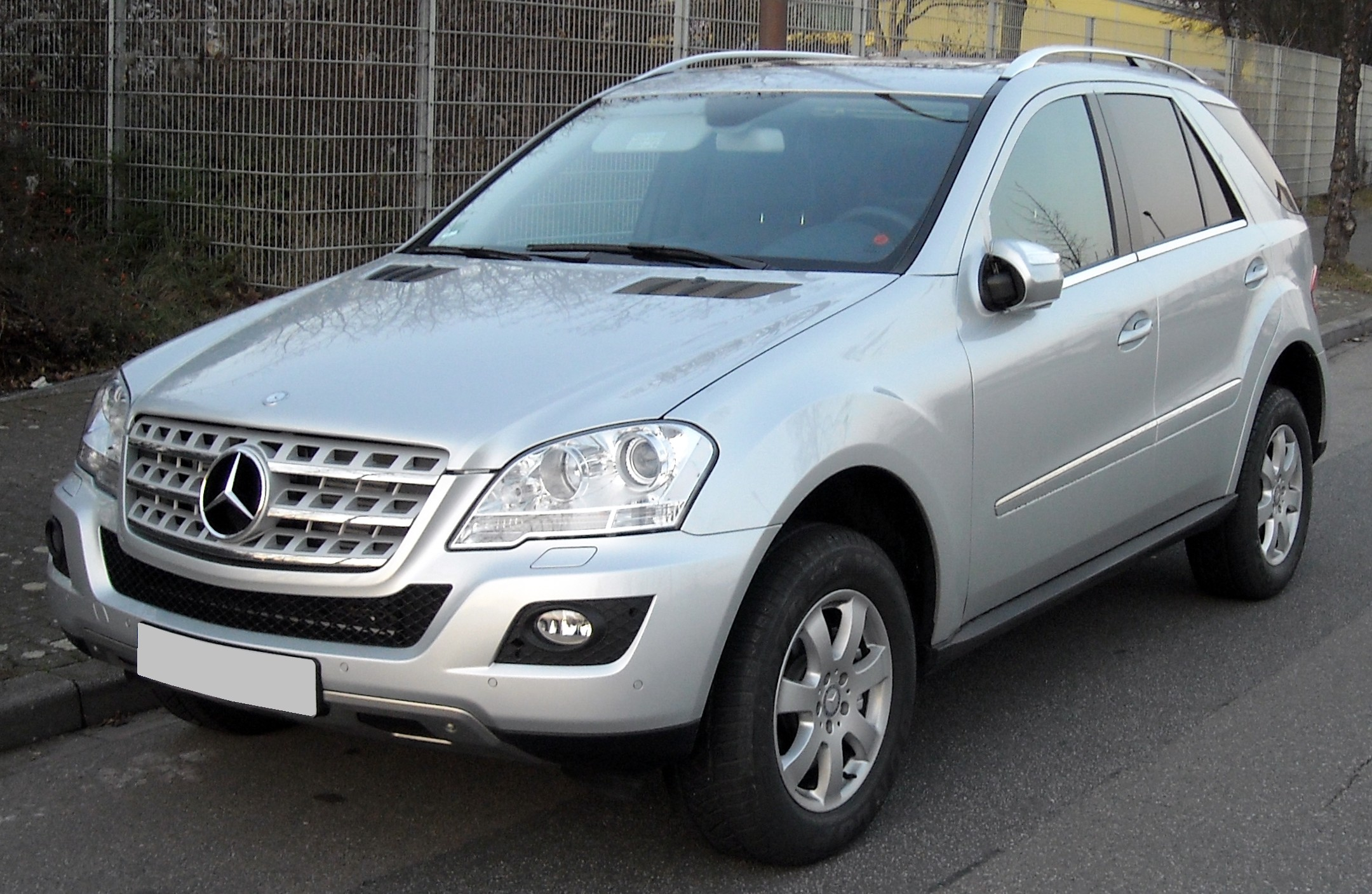
Mercedes ML 320 CDI (2008–2009)
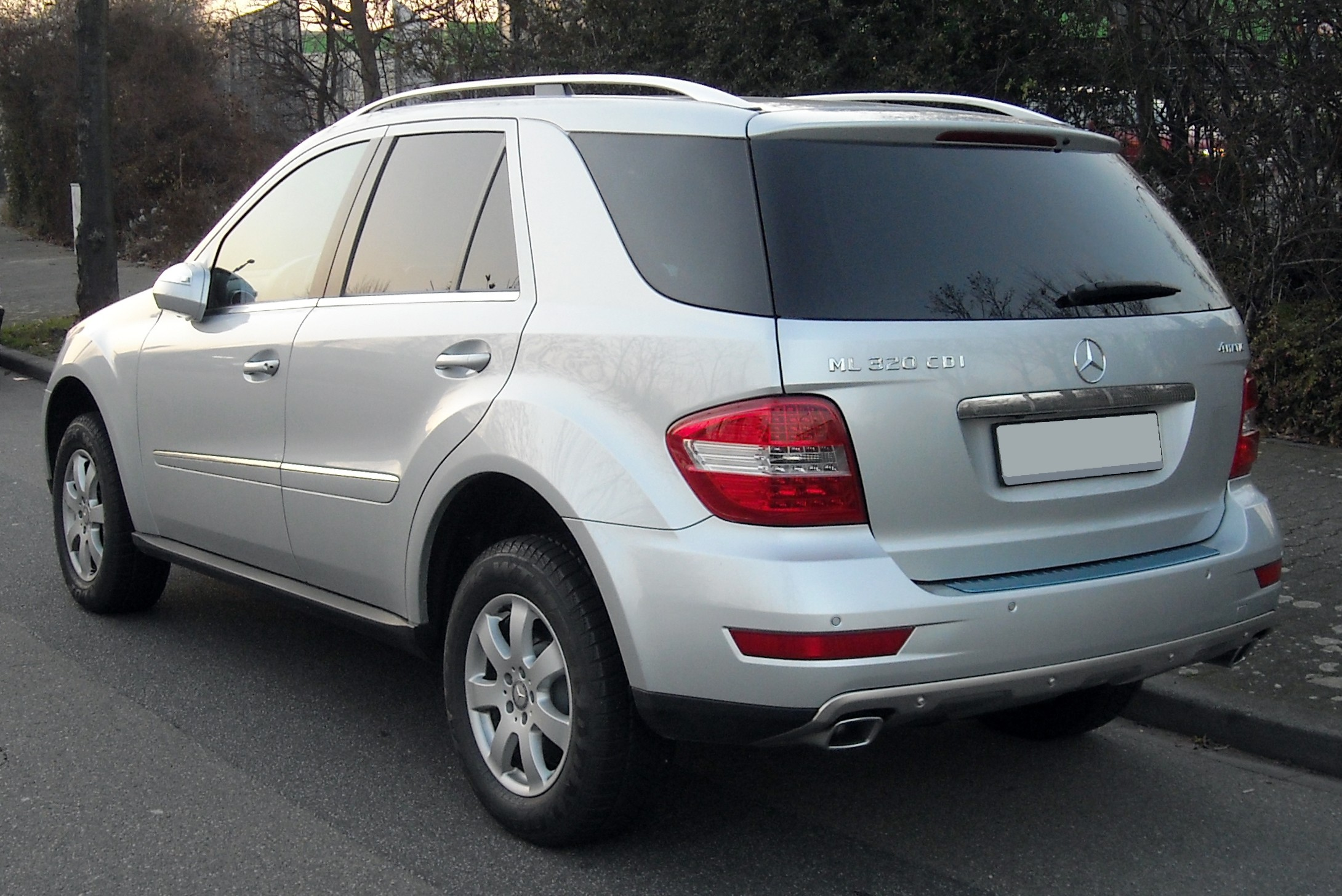
Mercedes ML 320 CDI (2008–2009)
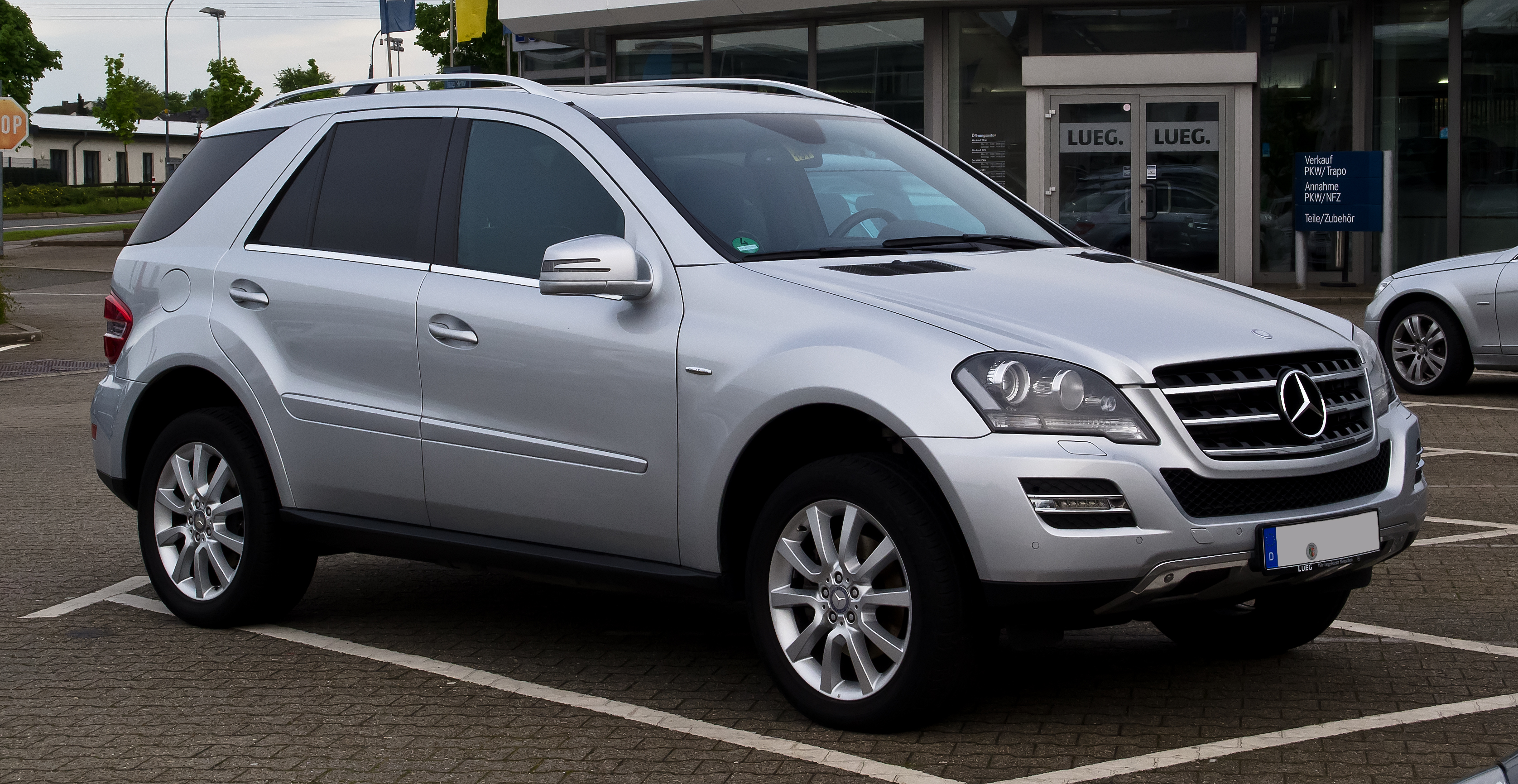
Mercedes ML 350 CDI Grand Edition (2010–2011)
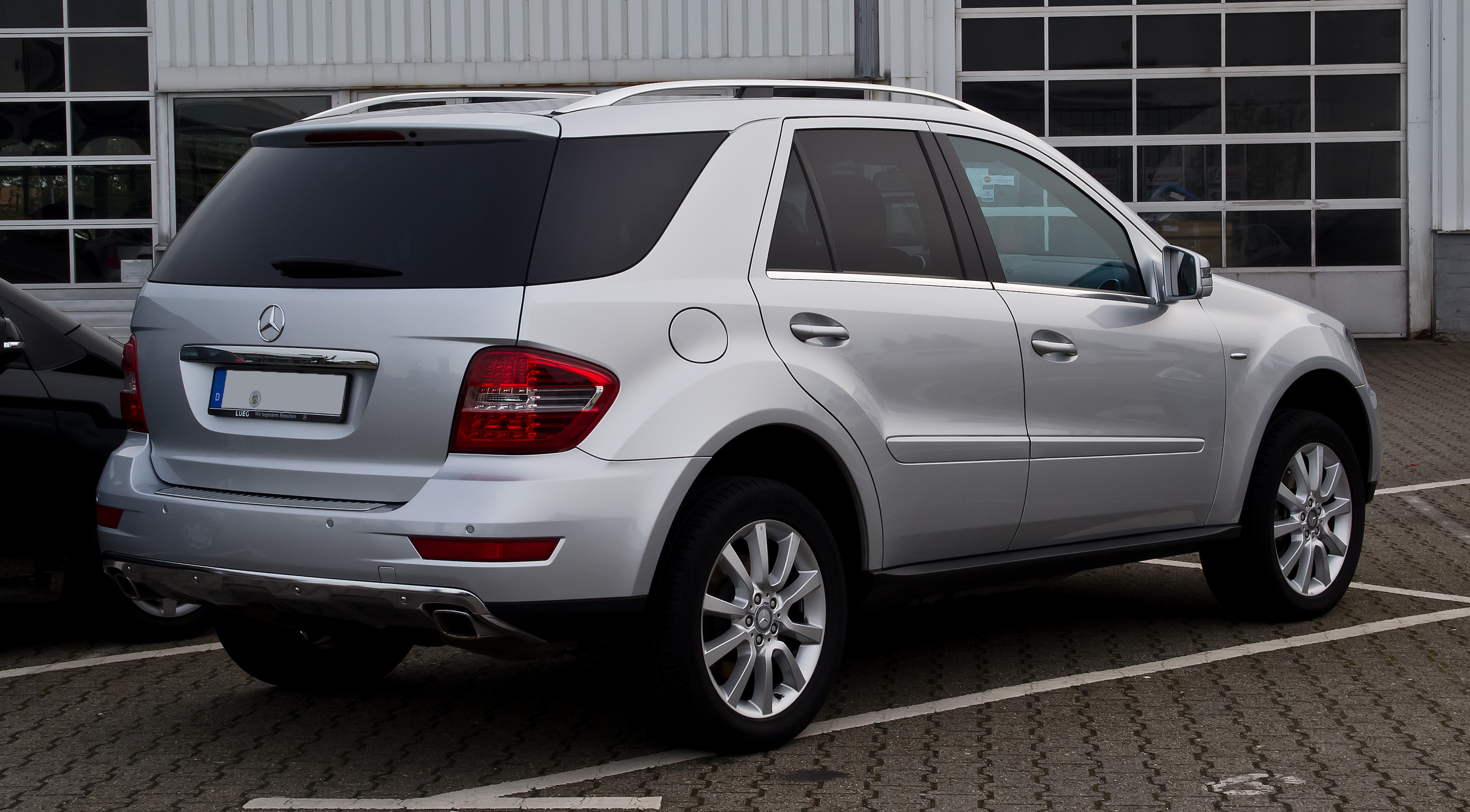
Mercedes ML 350 CDI Grand Edition (2010–2011)

## Двигуни

### Бензинові
|                                                                   | ML 350                           | ML 450 HYBRID                       | ML 500                           | ML 500                           | ML 63 AMG                        |
| Роки виробництва                                                  | 2005–2011                        | 2010–2011                           | 2005–2007                        | 2007–2011                        | 2006–2010                        |
| Тип двигуна                                                       | V-бензиновий двигун              | V-бензиновий двигун + електродвигун | V-бензиновий двигун              | V-бензиновий двигун              | V-бензиновий двигун              |
| Циліндри                                                          | 6                                | 6                                   | 8                                | 8                                | 8                                |
| Об'єм                                                             | 3498 см³                         | 3498 см³                            | 4966 см³                         | 5461 см³                         | 6208 см³                         |
| Потужність                                                        | 200 kW (272 к.с.) при 6000 об/хв | 205+45 kW (279+61 к.с.)             | 225 kW (306 к.с.) при 5600 об/хв | 285 kW (388 к.с.) при 6000 об/хв | 375 kW (510 к.с.) при 6800 об/хв |
| Крутний момент                                                    | 350 Нм при 2400–5000 об/хв       | 517 Нм                              | 460 Нм при 2700–4750 об/хв       | 530 Нм при 2800–4800 об/хв       | 630 Нм при 5200 об/хв            |
| Трансмісія                                                        | Allradantrieb, permanent         | Allradantrieb, permanent            | Allradantrieb, permanent         | Allradantrieb, permanent         | Allradantrieb, permanent         |
| Розгін, 0–100 км/год, с                                           | 8,4                              | 8,2                                 | 6,9                              | 5,8                              | 5,0                              |
| Максимальна швидкість, км/год                                     | 225                              | 210                                 | 240                              | 250 (обмежена електронікою)      | 250 (обмежена електронікою)      |
| Витрати пального (комбіновано, за європейськими нормами) л/100 км | 11,4 Super                       | 7,7 Super                           | 13,4 Super                       | 13,1 Super                       | 16,5 Super Plus                  |

### Дизельні
|                                                                   | ML 280 CDI                       | ML 300 CDI BlueEFFICIENCY        | ML 300 CDI BlueEFFICIENCY        | ML 320 CDI                       | ML 350 CDI                       | ML 350 CDI                       | ML 350 BlueTEC                   | ML 420 CDI                       | ML 450 CDI                       |
| Роки виробництва                                                  | 2005–2009                        | 2009                             | 2010–2011                        | 2005–2009                        | 2009                             | 2010–2011                        | 2009–2011                        | 2007–2009                        | 2009–2010                        |
| Тип двигуна                                                       | V-дизельний двигун з Common-Rail | V-дизельний двигун з Common-Rail | V-дизельний двигун з Common-Rail | V-дизельний двигун з Common-Rail | V-дизельний двигун з Common-Rail | V-дизельний двигун з Common-Rail | V-дизельний двигун з Common-Rail | V-дизельний двигун з Common-Rail | V-дизельний двигун з Common-Rail |
| Циліндри                                                          | 6                                | 6                                | 6                                | 6                                | 6                                | 6                                | 6                                | 8                                | 8                                |
| Об'єм                                                             | 2987 см³                         | 2987 см³                         | 2987 см³                         | 2987 см³                         | 2987 см³                         | 2987 см³                         | 2987 см³                         | 3996 см³                         | 3996 см³                         |
| Потужність                                                        | 140 kW (190 к.с.) при 4000 об/хв | 140 kW (190 к.с.) при 4000 об/хв | 150 kW (204 к.с.) при 4000 к.с.) | 165 kW (224 к.с.) при 3800 об/хв | 165 kW (224 к.с.) при 3800 об/хв | 170 kW (231 к.с.) при 3800 об/хв | 155 kW (211 к.с.) при 3400 об/хв | 225 kW (306 к.с.) при 3600 об/хв | 225 kW (306 к.с.) при 3600 об/хв |
| Крутний момент                                                    | 440 Нм при 1400—2800 об/хв       | 440 Нм при 1400—2800 об/хв       | 500 Нм при 1400—2400 об/хв       | 510 Нм при 1600—2800 об/хв       | 510 Нм при 1600—2800 об/хв       | 540 Нм при 1600—2400 об/хв       | 540 Нм при 1600—2400 об/хв       | 700 Нм при 2000—2600 об/хв       | 700 Нм при 2000—2600 об/хв       |
| Трансмісія                                                        | Allradantrieb, permanent         | Allradantrieb, permanent         | Allradantrieb, permanent         | Allradantrieb, permanent         | Allradantrieb, permanent         | Allradantrieb, permanent         | Allradantrieb, permanent         | Allradantrieb, permanent         | Allradantrieb, permanent         |
| Розгін, 0–100 км/год, с                                           | 9,8                              | 9,8                              | 8,2                              | 8,6                              | 8,6                              | 7,3                              | 8,7                              | 6,5                              | 6,5                              |
| Максимальна швидкість, км/год                                     | 205                              | 205                              | 210                              | 215                              | 215                              | 220                              | 210                              | 235                              | 235                              |
| Витрати пального (комбіновано, за європейськими нормами) л/100 км | 9,6 Diesel                       | 8,4 Diesel                       | 8,4 Diesel                       | 9,6 Diesel                       | 8,9 Diesel                       | 8,9 Diesel                       | 8,7 Diesel                       | 11,2 Diesel                      | 10,6 Diesel                      |

## Результати з Краш-Тесту
| Зірки в Euro NCAP з Краш-тесту |

## Пакет AMG
За доплату пропонується пакет заводського тюнинга від AMG. Стайлінг для нового Mercedes M-класу включає передній і задній спойлери, цілком забарвлені в колір кузова і оформлені в характерному стилі AMG. Завдяки новому передньому спойлеру з його підкресленою незграбністю і вертикальними вставками з полірованої сталі передня частина нового Mercedes M-класу виглядає ширше і нижче. Великі округлі протитуманні фари в хромованому обрамленні з системою активного висвітлення в повороті (додаткове обладнання) надають всьому виглядом автомобіля незвичайну виразність. Збільшені повітрозабірники і оригінально оформлена протипідкатний захист.
Чотири великих повітрозабірника, закриті чорною сіткою як у гоночних автомобілях, підкреслюють динамічний характер стайлінгу AMG. Захисна накладка, в оформленні якої переважають вертикальні лінії, робить додатковий акцент на потужному і витривалим характері позашляховика. Задній бампер також виконаний у стилі AMG: задня захисна накладка виконана в тому ж дизайні, що і передня. Рельєфно оформлені вирізи для вихлопних труб подвійної випускної системи роблять задню частину Mercedes ML AMG візуально ширшою. Спеціальна накладка з полірованої сталі захищає задній спойлер від подряпин при вантаженні і вивантаженні багажу.
Доповненням нового стайлінгу AMG стали легкосплавні колісні диски AMG розміру 8,5x19, покриті лаком сріблястого кольору. Оформлені у класичному п'ятиспицевого дизайні, всі диски AMG оснащуються низькопрофільними шинами розміру 255/50 R 19. Вони додатково підвищують маневреність і керованість нового М-класу.

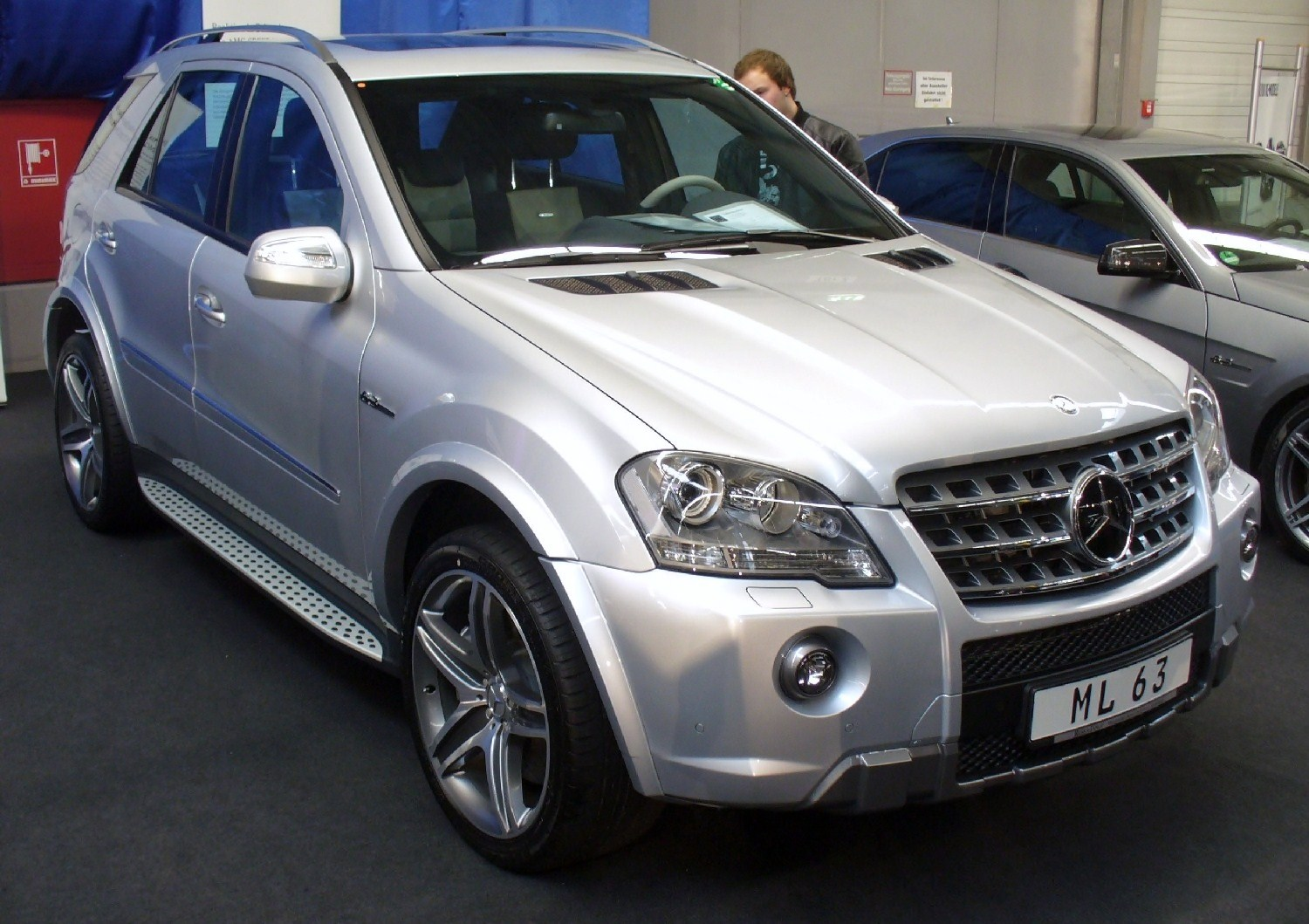
Mercedes ML63 AMG

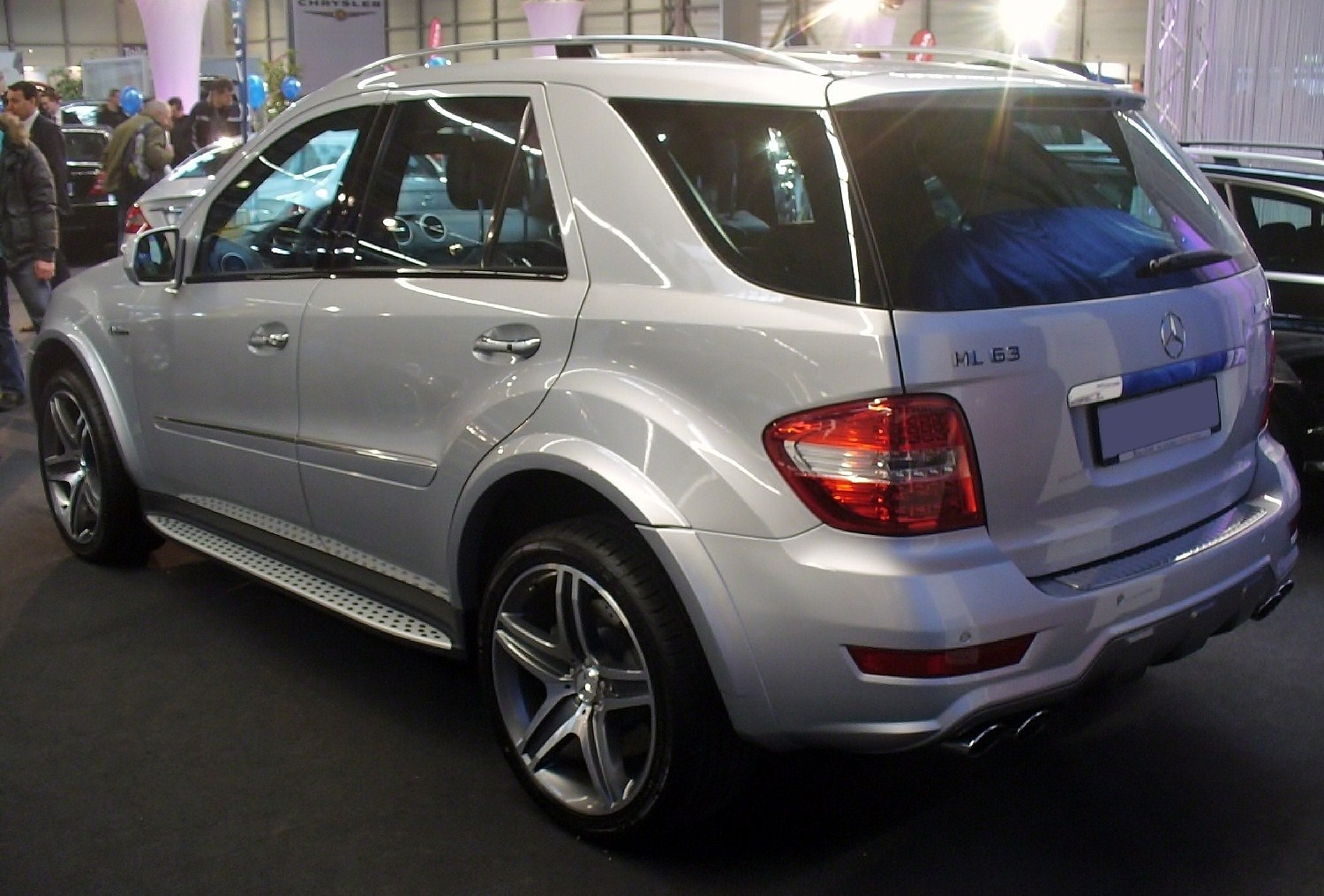
Mercedes ML63 AMG

## 63 AMG
Друге покоління позашляховика Mercedes ML у виконанні AMG представлено в 2006 році на автосалоні NAIAS у Детройті. Габарити стали більшими, що відбилося на спорядженій масі — вона збільшилася до 2310 кг. Але й віддача двигуна стала більшою. Новий мотор V8 серії M156 робочим об'ємом 6208 см3 розвивав потужність 510 к.с. і крутний момент 630 Нм. Одночасно тягу на обидві осі передавав доопрацьований семиступінчастий «автомат» з оригінальною програмою управління. Час розгону від 0 до 100 км/год зменшився до 5,0 с, а максимальна швидкість збільшилася до 250 км/год. Також інженерами AMG була проведена робота з настройкою підвіски, що зробило ML 63 AMG приємнішим в управлінні, ще стійкішим і комфортабельнішим. З 2006 по 2011 роки німці зробили понад 13 тисяч автомобілів Mercedes ML 63 AMG.